# Jan Baptist Wannyn
Jan Baptist Wannyn (Gent, 28 november 1867 - Rotterdam, 26 september 1949) was een Vlaams activist en onderwijzer.

## Levensloop
Reeds op 18-jarige leeftijd was hij onderwijzer. Daarna werd hij regent en leraar aan de Gentse Nijverheidsschool. In 1888 was hij medestichter van het Taalverbond, waartoe Jan van Beers daags voor zijn overlijden speciaal naar Gent kwam. Wannyn had een eigen handels- en taalinstituut, de "English Club" in gebouwen aan de Savaanstraat, die eigendom waren van zijn echtgenote, Valentine Stevens.
Als actief propagandist en agitator was hij tijdens de Eerste Wereldoorlog nauw betrokken bij het activisme, en wel bij de radicale vleugel ervan, de Jong-Vlamingen. Als volksredenaar voerde hij het woord op een groot aantal meetings, onder meer samen met René De Clercq en Richard de Cneudt tijdens de Alhambrameeting in Brussel op 11 november 1917.
Daar werd de wettige Belgische regering-in-ballingschap, die in Le Havre zetelde, vervallen verklaard, en werd een "onafhankelijk" Vlaanderen uitgeroepen, in feite een Duitse vazalstaat.
Hij werd in 1918 lid van de kortstondige Tweede Raad van Vlaanderen.
Na de nederlaag van de Duitsers, in 1918 moest hij met zijn familie, wegens collaboratie, uitwijken naar Nederland. Hij werd bij verstek ter dood veroordeeld. In Nederland werd hij leraar handelscorrespondentie (Nederlands, Frans, Engels) aan het Pontinstituut in Rotterdam.
Hij bleef actief bij de uitgeweken activisten en ijverde voor het bekomen van schadevergoeding. In 1931 belegde hij een bijeenkomst van oud-activisten in Aken, om een nieuwe actie voor amnestie te organiseren, die volledige rehabilitatie en vergoeding van alle geleden schade als doel vooropstelde..
Hij liet zich ook op sleeptouw nemen door Ward Hermans in diens concurrentiestrijd met Staf de Clercq.